# Comuna Soneacina Dolîna, Sudak
Soneacina Dolîna (în ucraineană Сонячна Долина) este o comună în orașul regional Sudak, Republica Autonomă Crimeea, Ucraina, formată din satele Bahativka, Prîberejne și Soneacina Dolîna (reședința).

## Demografie
Componența lingvistică a comunei Soneacina Dolîna
     Rusă (63,9%)
     Tătară crimeeană (25,9%)
     Ucraineană (8,39%)
     Alte limbi (0,47%)
Conform recensământului din 2001, majoritatea populației comunei Soneacina Dolîna era vorbitoare de rusă (63,9%), existând în minoritate și vorbitori de tătară crimeeană (25,9%) și ucraineană (8,39%).